# Wulanmulun
Wulanmulun (kinesiska: 乌兰木伦, 乌兰木伦镇) är en köping i Kina. Den ligger i den autonoma regionen Inre Mongoliet, i den norra delen av landet, omkring 210 kilometer sydväst om regionhuvudstaden Hohhot. Antalet invånare är 61970. Befolkningen består av 21 639 kvinnor och 40 331 män. Barn under 15 år utgör 11,0 %, vuxna 15-64 år 85 %, och äldre över 65 år 3,0 %.
Genomsnittlig årsnederbörd är 681 millimeter. Den regnigaste månaden är juli, med i genomsnitt 213 mm nederbörd, och den torraste är januari, med 2 mm nederbörd.